# Marth János Mátyás
Marth János Mátyás, Johann Matthias Marth, Marck (Pozsony, 1691. július 21. – Pozsony, 1734. augusztus 8.) evangélikus lelkész.

## Életpályája
Marth Mátyás kereskedő és Schremser Éva Rozina fia. 1703-ban a magyar nyelv elsajátítása végett Győrben tanult, azután ismét Pozsonyban folytatta tanulmányait. 1708-ban a tübingeni egyetemre ment és 1712-ben Lipcsébe, majd Halléba. 1713-ban a königsbergi Fridrik-kollégium informátorának választották, ahol öt évig tartózkodott. 1718-ban visszatért Pozsonyba, ahol 1719. szeptember 15-én Bél Mátyás helyébe rektor, 1721-ben német lelkész lett. A pozsonyi evangélikus líceumi könyvtárnak alapítója volt. 

## Munkája
- Christliche Beantwortung der 153 Fragen des Demokritus, welche ganz kurz und deutlich verfasset worden, von einem der da glaubet und bekennet: Gott ist die Liebe, oder Democritus quaerens et Chistianus respondens. Frankfurth und Leipzig, 1734.

Van egy latin nyelvű költeménye a Grundel György honfitársának halálára írt emlékversek közt (Halae-Magd. 1713.)